# Ismaël Diomandé
Ismaël Diomandé, né le 28 août 1992 à Abidjan (Côte d'Ivoire), est un footballeur international ivoirien, qui évolue actuellement au poste de milieu défensif.

## Carrière

### Formation
Ismaël Diomandé est formé de 2005 à 2008 à l’Académie Mimosifcom à Abidjan, le centre de formation de l'ASEC Mimosas. Il rejoint alors ses parents habitant en France et joue une saison au club de football d'Aubervilliers, près de Paris. Puis il passe par le centre de formation de football de Paris (CFFP) puis le Paris FC, où il fait ses débuts en National. 

### En club
En 2010, l'AS Saint-Étienne repère Diomandé. Après avoir évolué avec les jeunes puis en équipe réserve, il joue son premier match professionnel le 31 août 2011, en Coupe de la ligue contre les Girondins de Bordeaux où il entre à la 54e minute de jeu à la place de son capitaine Loïc Perrin. Il marque son premier but le 28 septembre 2013 lors de la 8e journée contre le SC Bastia d'une frappe superbe.
La qualification de l'AS Saint-Étienne en Ligue Europa lui permet d'avoir plus de temps de jeu. Il est réputé pour être très agressif sur le porteur du ballon. Lors du début de saison 2014-2015, il écope de 8 cartons jaunes et deux cartons rouges en 10 matchs de Ligue 1 joués.
En janvier 2016, il est prêté au SM Caen par l'AS Saint-Étienne pour six mois. Malgré une blessure à l'épaule qui le tient éloigné des terrains pendant un peu plus d'un mois, le club normand lève son option d'achat, d'environ 500 000 €. Il signe avec le club normand un contrat s'étalant jusqu'en 2019,.

### En sélection nationale
Il est sélectionné avec son coéquipier Max-Alain Gradel pour disputer la Coupe du monde 2014 avec la Côte-d’Ivoire. Ainsi, il effectue sa première sélection contre la Bosnie (défaite 2-1). Fin 2015, il compte 12 sélections. Il inscrit son premier but sous les couleurs de la Cote d'Ivoire le 4 juin 2016 contre le Gabon.

## Statistiques
| Saison                | Club                  | Championnat           | Championnat | Championnat | Coupe nationale | Coupe nationale | Coupe de la Ligue | Coupe de la Ligue | Compétition(s) continentale(s) | Compétition(s) continentale(s) | Compétition(s) continentale(s) | Total | Total |
| Saison                | Club                  | Division              | M.          | B.          | M.              | B.              | M.                | B.                | Comp.                          | M.                             | B.                             | M.    | B.    |
| 2011-2012             | AS Saint-Étienne      | Ligue 1               | 2           | 0           | 0               | 0               | 1                 | 0                 | -                              | -                              | -                              | 3     | 0     |
| 2012-2013             | AS Saint-Étienne      | Ligue 1               | 2           | 0           | 2               | 0               | 0                 | 0                 | -                              | -                              | -                              | 4     | 0     |
| 2013-2014             | AS Saint-Étienne      | Ligue 1               | 15          | 1           | 0               | 0               | 0                 | 0                 | C3                             | 0                              | 0                              | 15    | 1     |
| 2014-2015             | AS Saint-Étienne      | Ligue 1               | 20          | 0           | 1               | 0               | 0                 | 0                 | C3                             | 4                              | 0                              | 25    | 0     |
| 2015-2016             | AS Saint-Étienne      | Ligue 1               | 7           | 0           | 1               | 0               | 0                 | 0                 | C3                             | 7                              | 1                              | 15    | 1     |
| Sous-total            | Sous-total            | Sous-total            | 46          | 1           | 4               | 0               | 1                 | 0                 | -                              | 11                             | 1                              | 62    | 2     |
| 2016                  | SM Caen (prêt)        | Ligue 1               | 6           | 0           | -               | -               | -                 | -                 | -                              | -                              | -                              | 6     | 0     |
| 2016-2017             | SM Caen               | Ligue 1               | 12          | 0           | 1               | 0               | 1                 | 0                 | -                              | -                              | -                              | 14    | 0     |
| 2017-2018             | SM Caen               | Ligue 1               | 11          | 0           | 4               | 3               | 2                 | 0                 | -                              | -                              | -                              | 17    | 3     |
| 2018-2019             | SM Caen               | Ligue 1               | 18          | 0           | 2               | 0               | -                 | -                 | -                              | -                              | -                              | 20    | 0     |
| Sous-total            | Sous-total            | Sous-total            | 47          | 0           | 7               | 3               | 3                 | 0                 | -                              | -                              | -                              | 57    | 3     |
| 2019-2020             | Çaykur Rizespor       | Süper Lig             | 11          | 0           | -               | -               | -                 | -                 | -                              | -                              | -                              | 11    | 0     |
| Sous-total            | Sous-total            | Sous-total            | 11          | 0           | -               | -               | -                 | -                 | -                              | -                              | -                              | 11    | 0     |
| Total sur la carrière | Total sur la carrière | Total sur la carrière | 104         | 1           | 11              | 3               | 4                 | 0                 | -                              | 11                             | 1                              | 130   | 5     |

| Année | Sélection     | Matchs | Buts |
| ----- | ------------- | ------ | ---- |
| 2014  | Côte d'Ivoire | 5      | 0    |
| 2015  | Côte d'Ivoire | 7      | 0    |
| 2016  | Côte d'Ivoire | 5      | 1    |
| 2017  | Côte d'Ivoire | 2      | 0    |

## Palmarès
AS Saint Étienne
- Vainqueur de la Coupe de la Ligue en 2013

Côte d'Ivoire
- Vainqueur de la Coupe d'Afrique des nations en 2015